# Cristhian Blacio
Cristhian Blacio (n. El Guabo, El Oro, Ecuador; 28 de octubre de 1993) es un futbolista ecuatoriano. Juega de centrocampista y actualmente se encuentra sin equipo.

## Trayectoria
Empezó su carrera futbolística en el equipo de la ciudad de Guayaquil en el año 2010, hizo formativas en su ciudad, en El Guabo, cuando tenía 12 años estuvo en el Club Barrial Bolívar, ahí se desempeñaba como arquero. Entró a la escuela de fútbol de El Guabo para luego tener un breve tiempo por el Club Sport Norte América en la sub-20 en 2011. En mayo de 2011 tuvo un paso por el club Sociedad Deportivo Cóndor de la Segunda Categoría de su provincia natal, estuvo toda la temporada.
Al finalizar el préstamo volvió al Club Norte América y posteriormente fue traspasado al Orense Sporting Club de la ciudad de Machala por pedido del técnico Ángel Gracia, donde poco a poco fue ganando un lugar en el equipo titular desde su primera temporada en 2012, con el equipo orense logró el título de campeón del torneo provincial 2012.
Con el pasar de las temporadas llegaron más títulos en los campeonatos de la provincia, como el de 2015 y 2017, este último significó el inicio de una campaña que los llevó al ascenso a la Serie B en diciembre de ese año, incluso liderando el equipo en algunas ocasiones como capitán, consiguieron el subtítulo de la Segunda Categoría Nacional.
Bajo el mando de Orly García y posteriormente de Julio César Toresani tuvo su debut en el primer equipo en la Serie B del fútbol ecuatoriano el 3 de marzo de 2018, en el partido de la fecha 1 del torneo 2018 ante el Centro Deportivo Olmedo, aquel partido que terminó en empate 1-1. En la temporada 2018 es recordado por marcar un autogol en la fecha 4 en el clásico de Machala ante Fuerza Amarilla Sporting Club, el resultado final fue victoria para los aurinegros por 1-0.
En la temporada 2019 después de una campaña notable consigue el título de campeón de la Serie B y el consecuente ascenso a la máxima categoría del fútbol ecuatoriano, también fue partícipe de varios juegos de la Copa Ecuador. Fue ratificado para disputar la LigaPro Banco Pichincha en 2020.

## Estadísticas

### Clubes
Actualizado al último partido disputado el 25 de junio de 2021.
| Club                   | Div.          | Temporada     | Liga  | Liga  | Copas nacionales | Copas nacionales | Copas internacionales | Copas internacionales | Total | Total |
| Club                   | Div.          | Temporada     | Part. | Goles | Part.            | Goles            | Part.                 | Goles                 | Part. | Goles |
| ---------------------- | ------------- | ------------- | ----- | ----- | ---------------- | ---------------- | --------------------- | --------------------- | ----- | ----- |
| S. D. Cóndor · Ecuador | 3.ª           | 2011          | 6     | 0     | —                | —                | —                     | —                     | 6     | 0     |
| S. D. Cóndor · Ecuador | Total         | Total         | 6     | 0     | 0                | 0                | 0                     | 0                     | 6     | 0     |
| Orense · Ecuador       | 3.ª           | 2012          | 26    | 0     | —                | —                | —                     | —                     | 26    | 0     |
| Orense · Ecuador       | 3.ª           | 2013          | 24    | 1     | —                | —                | —                     | —                     | 24    | 1     |
| Orense · Ecuador       | 3.ª           | 2014          | 30    | 0     | —                | —                | —                     | —                     | 30    | 0     |
| Orense · Ecuador       | 3.ª           | 2015          | 30    | 0     | —                | —                | —                     | —                     | 30    | 0     |
| Orense · Ecuador       | 3.ª           | 2016          | 22    | 5     | —                | —                | —                     | —                     | 22    | 5     |
| Orense · Ecuador       | 3.ª           | 2017          | 33    | 1     | —                | —                | —                     | —                     | 33    | 1     |
| Orense · Ecuador       | 2.ª           | 2018          | 35    | 0     | —                | —                | —                     | —                     | 35    | 0     |
| Orense · Ecuador       | 2.ª           | 2019          | 24    | 0     | 1                | 0                | —                     | —                     | 25    | 0     |
| Orense · Ecuador       | 1.ª           | 2020          | 1     | 0     | —                | —                | —                     | —                     | 1     | 0     |
| Orense · Ecuador       | Total         | Total         | 225   | 7     | 1                | 0                | 0                     | 0                     | 226   | 7     |
| Aviced · Ecuador       | 3.ª           | 2021          | 6     | 1     | —                | —                | —                     | —                     | 6     | 1     |
| Aviced · Ecuador       | Total         | Total         | 6     | 1     | 0                | 0                | 0                     | 0                     | 6     | 1     |
| Total carrera          | Total carrera | Total carrera | 237   | 8     | 1                | 0                | 0                     | 0                     | 238   | 8     |

1. ↑  Incluye datos de la Copa Ecuador (2019-act.).

## Palmarés

### Campeonatos nacionales
| Título             | Club   | Año  |
| ------------------ | ------ | ---- |
| Serie B de Ecuador | Orense | 2019 |

### Campeonatos provinciales
| Título                      | Club   | Año  |
| --------------------------- | ------ | ---- |
| Segunda Categoría de El Oro | Orense | 2012 |
| Segunda Categoría de El Oro | Orense | 2015 |
| Segunda Categoría de El Oro | Orense | 2017 |